# XEvil
XEvil 為橫向捲軸動作遊戲，由Steve Hardt在麻省理工學院開發，屬於自由軟體。遊戲模式以free-for-all對戰為主，玩家互相對抗，或是對抗電腦。本遊戲被評為"有史以來最生動暴力的電腦遊戲之一"，其暴力成份引發了不少爭議。
本遊戲首建於1994年，現已存在多種不同平台的版本可供下載。The game is available for anyone, and leaves a large pool of characters to pick from. 如同多數的線上遊戲，其故事線並不完整，而就其屬的類別來說，其實也非必要。The game has been reviewed and被認為是暴力且具成癮性，本質上卻極為簡單。

## 玩法
XEvil 為第三人稱二维橫向捲軸遊戲。随机生成关卡，玩家也用随机角色攻击敌人但是也可以通过梯子以及电梯过关。作为自由软件，能在世界各地各種不同的作業系統上進行遊戲。遊戲中還包含了"Kill-Kill-Kill"-模式，這個選項會讓遊戲變得更加困難。遊戲的唯一目標是生存，可以單人或多人模式進行。

## 主线

### 故事
XEvil背後的故事是，你是死後的靈魂，正被送往地獄。。。為了決定你在地獄中的位階，你必須在死亡對戰中競爭，来决定你的地位。

### 角色
玩家的角色為隨機決定，各有各的優勢跟劣勢。角色有忍者，步行機器人，英雄，異型，螺旋槳人，杀手(由螺旋槳人制造)，火惡魔，狗，雪怪，龍等等。

## 评价

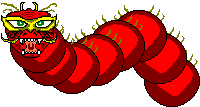
Dragon, an example of a character in the game.

XEvil been called by the online community "fast action"and "is a must-have for anyone interested in straightforward mayhem."Finally the game "features an incredibly addictive gameplay."GamezWorld, who gave the game a 7 out of 10, commented "If you like little shooting orgys, you may like XEvil."

## 其他
重要开源游戏列表